# Солоницын, Геннадий
Генна́дий Солони́цын (латыш. Genādijs Soloņicins; 3 января 1980, Лиепая) — латвийский футболист, полузащитник.
В 1997—2009 гг. играл в «Металлурге» из города Лиепая, часть сезона 2009/10 провёл в «Симурге» (Закаталы, Азербайджан), затем вернулся в «Металлург». Чемпион Латвии 2005, серебряный призёр 1998, 1999, 2003, 2004, 2006, 2007, 2008, бронзовый призёр 2000, 2001, 2002. Обладатель Кубка Латвии 2006. Победитель Балтийской лиги 2007 года.
За сборную Латвии провёл 44 игры, забил 1 гол. Дебютировал 4 февраля 2000 года в игре против Словакии, а последнюю игру провёл 11 августа 2010 года против Чехии.
3 января 2014 года, в день своего 34-го дня рождения, объявил о завершении карьеры.